# Andreas Johansson (fotbollsspelare född 1991)
Andreas Johansson, född 15 februari 1991, är en svensk fotbollsspelare som spelar för Åtvidabergs FF. Han spelar främst som försvarare.

## Karriär
Johansson kom till Åtvidabergs FF som 15-åring. 2008 började han spela i klubbens U21-lag och inför säsongen 2011 flyttades Johansson upp i seniortruppen.  Han blev utsedd till årets juniorspelare i ÅFF 2010.
2012 gick Johansson till Kristianstads FF. Därefter spelade han fyra säsonger i FC Linköping City. I december 2017 återvände Johansson till Åtvidabergs FF.